# Клирвотер (Минесота)
Клирвотер (енгл. Clearwater) град је у америчкој савезној држави Минесота.

## Демографија
По попису из 2010. године број становника је 1.735, што је 877 (102,2%) становника више него 2000. године.
| Група             | 2000.       | 2010.         |
| Белци             | 832 (97,0%) | 1.629 (93,9%) |
| Афроамериканци    | 1 (0,1%)    | 23 (1,3%)     |
| Азијати           | 3 (0,3%)    | 6 (0,3%)      |
| Хиспаноамериканци | 7 (0,8%)    | 56 (3,2%)     |
| Укупно            | 858         | 1.735         |